# Geheime Wege
Geheime Wege (Originaltitel: The Secret Ways) ist ein US-amerikanischer Spionagefilm von Phil Karlson aus dem Jahr 1961 mit Richard Widmark, Sonja Ziemann und Senta Berger. Als literarische Vorlage diente der Roman Jenseits der Grenze (The Last Frontier, 1959) von Alistair MacLean.

## Handlung
Der US-amerikanische Geheimagent Michael Reynolds wird während des Kalten Kriegs damit beauftragt, in Ungarn einen antikommunistischen Professor namens Jancsi, der für eine Untergrundbewegung tätig ist, vor der Liquidierung durch die Geheimpolizei zu retten und ihn wohlbehalten in den Westen zu bringen. Zunächst reist Reynolds nach Wien, wo er Jancsis Tochter Julia kennenlernt, die er dazu überreden kann, ihm zu helfen und mit ihm nach Budapest zu fahren.
Als sie dort eintreffen, wird Reynolds von Widerstandskämpfern entführt und zum Versteck des Professors gebracht. Etwa zur gleichen Zeit gelingt es der ungarischen Geheimpolizei, einen von Jancsis treuen Gefolgsleuten festzunehmen und ihn zu zwingen, den Aufenthaltsort von Jancsi zu verraten. Daraufhin werden Jancsi, Julia und Reynolds von der Geheimpolizei festgenommen und in ein Gefängnis gebracht, wo sie von dem sadistischen Oberst Hidas gefoltert werden.
Gerettet werden sie schließlich von einem Widerstandskämpfer, der sich „Der Graf“ nennt, indem dieser den Kommunisten vorgaukelt, einer von ihnen zu sein, und die Gefangenen unter seine Aufsicht stellt. Die List fliegt jedoch auf und der Graf kommt ums Leben, während Reynolds, Jancsi und Julia zum Flughafen fliehen können. Dort wartet bereits ein Flugzeug auf sie, mit dem sie Ungarn verlassen. Oberst Hidas, der sie verfolgt hat, stirbt auf der Landebahn beim Versuch sie aufzuhalten.

## Hintergrund
Die Dreharbeiten fanden 1960 hauptsächlich in Wien und Umgebung sowie zum Teil in Zürich statt. Richard Widmark ist so auf vermeintlichen Budapester Treppen mit den typischen Wiener Stadtbahngeländer von Otto Wagner zu sehen. Der Untergrundorganisation dient ein für den Ostblock eher untypischer Opel Kapitän Baujahr 1939 als Entführungsfahrzeug; die Polizei fährt wiederum umlackierte Adenauer-Mercedes. Der Orient-Express besteht aus österreichischen N28-Waggons und einer Dampflok der ÖBB-Reihe 77.
Einzelne Drehorte waren etwa der Wiener Westbahnhof, das Apollo-Kino, die Wiener Innenstadt (Naglergasse) und der Bahnhof Bruck an der Leitha (im Film der Grenzbahnhof Hegyeshalom). Die Untergrundorganisation hat ihren Sitz in den Kellern des Stiftes Klosterneuburg; die Türme der Stiftskirche sind im Film mehrfach kurz zu sehen. Auch die Aufnahmen im Sitz der Geheimpolizei entstanden im Stift. Die Verfolgungsjagd zwischen Reynolds/Julia und der Geheimpolizei fand größtenteils im Palais Ferstel statt. Das Finale wurde wiederum am Flughafen Wien-Schwechat gedreht; das zu sehende Flugzeug ist eine Vickers Viscount der Austrian Airlines. Die Innenaufnahmen entstanden in den Studios der Wien-Film, Werner und Isabella Schlichting entwarfen hierzu die Bauten. Leo Bei schuf die Kostüme, Erich von Stroheim jr. wirkte als Regieassistent.
Im April 1961 kam der Thriller in die US-amerikanischen Kinos. In Deutschland wurde Geheime Wege erstmals am 31. August 1961 gezeigt. Im Oktober desselben Jahres wurde der Film auch in Österreich veröffentlicht.

## Kritiken
Für das Lexikon des internationalen Films war Geheime Wege „[e]in effektvoll inszenierter Spionage-Thriller mit stimmungsvoller Fotografie“. Das Urteil von Cinema fiel ähnlich positiv aus: „Atmosphärische, ansehbare Agenten-Hatz“.

## Deutsche Fassung
Die deutsche Synchronfassung entstand bei der Berliner Synchron nach dem Dialogbuch von Fritz A. Koeniger. Die Synchronregie hatte Klaus von Wahl inne.
| Rolle                   | Darsteller                | Synchronsprecher     |
| ----------------------- | ------------------------- | -------------------- |
| Michael Reynolds        | Richard Widmark           | Arnold Marquis       |
| Julia                   | Sonja Ziemann             | Sonja Ziemann        |
| „Der Graf“              | Charles Regnier           | Charles Regnier      |
| Professor Jancsi        | Walter Rilla              | Walter Rilla         |
| Elsa                    | Senta Berger              | Senta Berger         |
| Oberst Hidas            | Howard Vernon             | Gerd Martienzen      |
| Minister Ferenc Sakenov | Heinz Moog                | Walther Suessenguth  |
| Hermann Scheffler       | Hubert von Meyerinck      | Hubert von Meyerinck |
| Bela Korver             | Oskar Wegrostek           | Stanislav Ledinek    |
| Grenzbeamter            | Stefan Schnabel           | Curt Ackermann       |
| Olga Kovac              | Elisabeth Neumann-Viertel | Ursula Krieg         |
| János                   | Helmut Janatsch           | Hans Hessling        |
| Peter Monar             | Walter Wilz               | Claus Wilcke         |
| Miklos Terenyi          | Raoul Retzer              | Toni Herbert         |
| Horvath                 | Jochen Brockmann          | Benno Hoffmann       |